# Anders Sjöstedt (fackföreningsledare)
Anders Andersson Sjöstedt, född 22 november 1866 i Pärup i Östra Sallerups församling, Malmöhus län, död 9 september 1922 i Täby församling, Stockholms län
, var en svensk fackföreningsman.
Sjöstedts föräldrar var dragonen Anders Sjöstedt och hans hustru Karna Andersdotter
Sjöstedt var ursprungligen bagare. Under sin lärotid i yrket vistades han i Ålborg i Danmark, där han blev gesäll 1885. År 1886 flyttade han till Göteborg och sedan vidare till Stockholm som anställd förtroendeman för det nybildade Bageriarbetareförbundet. Sjöstedt invaldes i landssekretariatet 1898 när Landsorganisationen (LO) bildades. Han satt kvar i landssekretariatet till sin död. Sjöstedt var redaktör för tidningen "Bageriarbetaren" under alla år. Han ligger begravd på Norra begravningsplatsen i Stockholm, där Livsmedelsarbetareförbundet rest en minnessten över honom.